# هوگو شیف
هوگو شیف (آلمانی: Hugo Schiff؛ ۲۶ آوریل ۱۸۳۴ – ۸ سپتامبر ۱۹۱۵) یک شیمی‌دان اهل آلمان بود.